# Universitatea de Stat din Moldova
Universitatea de Stat din Moldova (USM) este una din principalele instituții de învățământ superior din Republica Moldova, care își are sediul în Chișinău.

## Istoric
Universitatea a fost fondată la 1 octombrie 1946. Inițial, avusese 320 de studenți înscriși la 5 facultăți: Fizică și Matematică, Geologie și Pedologie, Istorie și Filologie, Biologie, Chimie. În cadrul celor 12 catedre activau 35 cadre didactice. Printre inițiatorii fondării universității se numărau Macarie Radu și Mihail Pavlov.
În 1969, Universitatea de Stat din Republica Moldova a aderat la Asociația Internațională a Universităților ca membru plenipotențiar. Prestigiul USM pe arena internațională a fost consolidat și de cei 14 oameni iluștri de știință și cultură din 9 țări ale lumii, cărora li s-a conferit titlul de Doctor Honoris Causa al USM. Universitatea de Stat din Republica Moldova a încheiat peste 60 de acorduri de cooperare în domeniul învățământului și științei cu centre universitare din 25 de țări. La USM și-au făcut studiile tineri din circa 80 de țări ale lumii.
Istoria instituției este prezentată în lucrarea Istoria Universității de Stat din Moldova, Ion Eremia (coordonator), Chișinău, 2016.

## Facultăți
Pe parcursul anilor au fost înființate și alte facultăți și structuri decât cele inițiale: 
- Facultatea de Biologie și Geoștiințe
- Facultatea de Chimie și Tehnologie Chimică
- Facultatea de Drept
- Facultatea de Fizică și Inginerie
- Facultatea de Istorie și Filozofie
- Facultatea de Jurnalism și Științe al Comunicării
- Facultatea de Litere
- Facultatea de Matematică și Informatică
- Facultatea de Psihologie, Științe ale Educației, Sociologie și Asistență Socială
- Facultatea de Relații Internaționale, Științe Politice și Administrative
- Facultatea de Științe Economice

Universitatea de Stat este prima instituție de învățământ superior din Republica Moldova acreditată de Guvern. Acest fapt certifică prestanța academică a Universității și deschide noi orizonturi pentru integrarea ei în comunitatea universitară internațională, pentru recunoașterea și echivalarea calificărilor și a actelor de studii.

## Activitate
Actualmente, la cele 14 facultăți cu 72 de specialități și specializări ale Universității de Stat din Republica Moldova studiază circa 16,5 mii de studenți și 650 de masteranzi și doctoranzi. Corpul profesoral e compus din 1.380 cadre didactice și științifice, inclusiv 13 academicieni și membri corespondenți ai Academiei de Științe, circa 100 profesori universitari și 344 conferențiari universitari, care activează la 51 de catedre.
Printre absolvenții Universității se numără personalități remarcabile ale științei contemporane, fondatori de școli științifice, așa cum sunt: I. Gohberg, I. Bersuker, A. Andrieș, S. Rădăuțanu, V. Moscalenco, S. Moscalenco. Circa 50 de absolvenți ai USM au devenit academicieni și membri corespondenți ai diferitor academii de științe.
În cadrul Universității funcționează Centrul de cercetări științifice și 21 de laboratoare de cercetare, Centrul de tehnologii informaționale și Centrul de documentare și informare al ONU, 3 baze științifice de producție pentru pregătirea practică a studenților.
Rezultatele științifice recente obținute în cadrul Universității și-au găsit reflectare în peste 7.000 de publicații (monografii, manuale, articole) și în 165 de brevete de invenție. Performanțele cercetătorilor universitari au fost apreciate cu 65 de medalii de aur, 30 de argint și 14 de bronz, obținute la diferite expoziții și concursuri internaționale. 21 de universitari au fost distinși cu Premiul de Stat al Republicii Moldova și cu Premiul republican pentru tineret în domeniul științei și tehnicii.
Studenții USM au participat la circa 100 de reuniuni științifice din țară și de peste hotare. Mai bine de 150 de tineri au beneficiat de burse de merit ale diferitelor fundații internaționale.
La Universitate funcționează un Centru editorial, un Palat al sporturilor, trei muzee (Muzeul de istorie a USM, Muzeul de Antichități "Tudor Arnăut" și Muzeul de Științe ale Naturii), trei baze de odihnă și un centru medical.

## Rectorat
- Igor Șarov – rector
- Otilia Dandara – prim-prorector
- Sergiu Corlat – prorector pentru digitalizare
- Violeta Cojocaru – prorector pentru management instituțional
- Georgeta Stepanov – prorector pentru activitate științifică
- Vladimir Dolghi – prorector pentru activitatea economico-financiară și relații internaționale